# Departamento de Garzón (Cundinamarca)
Garzón fue uno de los departamentos en que se dividía el Estado Soberano de Cundinamarca (Colombia). Fue creado por medio de la ley del 14 de noviembre de 1857, a partir del territorio sur-occidental de la provincia de Neiva. Tenía por cabecera a la ciudad de Garzón. Fue suprimido el 7 de julio de 1860 y su territorio adjudicado al departamento de Neiva. El departamento comprendía parte del territorio de las actuales regiones huilenses del Subcentro y Subsur, y parte de la región Suboccidente.

## División territorial
El departamento al momento de su creación (1857) estaba dividido en los distritos de Garzón (capital), Jagua, Altamira, Guadalupe, Santa Librada, Ceja, Elías, Timaná, Pitalito, San Agustín, Hato, El Pital, Plata, Paicol, Agrado y Gigante.